# SG 07 Untertürkheim
Die Sportgemeinschaft 07 Untertürkheim, kurz SG 07 Untertürkheim, ist ein Sportverein aus dem Stuttgarter Stadtbezirk Untertürkheim mit den Abteilungen Fußball, Kanu und Tennis.

## Geschichte
Der Verein wurde im Frühjahr 1907 unter dem Namen FV Viktoria 07 gegründet. 1909 schloss sich der Verein an den Turnerbund Untertürkheim an und wurde dessen Fußballabteilung. Am 18. November 1921 zogen die Fußballer erneut die Eigenständigkeit vor und gründeten den FV Viktoria 07 Untertürkheim. 1933 fusionierte der FV Viktoria mit dem FV Stadion Untertürkheim zur SpVgg Untertürkheim 07. Diese verpasste zunächst 1937 als Vierter der Aufstiegsrunde den Sprung in die damals erstklassige Gauliga Württemberg.  Doch 1940 setzten sich die Untertürkheimer gegen die SpVgg 07 Ludwigsburg und den SV Spaichingen durch und schafften den Aufstieg.
In der Saison 1940/41 gehörten die Untertürkheimer damit dem Fußballoberhaus, der Gauliga Württemberg, an. Dort durften sie sich unter anderem mit den Stuttgarter Kickers um Edmund Conen und dem VfB Stuttgart messen. Gegen den VfB gab es mit einem 1:12 zu Hause die höchste Niederlage. Die höchsten Siege gab es zu Hause mit einem 6:1 gegen die SpVgg Cannstatt und auswärts mit 5:0 beim Stuttgarter SC. In der 12er-Liga schloss die SpVgg als Tabellenzehnter auf einem Abstiegsplatz ab. Der rettende achte Platz wurde nur um drei Punkte verpasst.
Kriegsbedingt zur KSG Untertürkheim/Wangen mit dem FV Wangen und dem TV Hedelfingen zusammengeschlossen, standen die Untertürkheimer 1944/45 ohne sportliche Qualifikation in der in drei Staffeln mit je sieben Vereinen eingeteilten Gauliga Württemberg. Zum 18. März 1945 wurde der Spielbetrieb eingestellt. Mit 6:4 Punkten stand die KSG zu diesem Zeitpunkt auf dem dritten Platz hinter dem SSV Reutlingen und den Sportfreunden Esslingen, jedoch noch vor dem VfB Stuttgart.
Nach dem Kriegsende 1945 benannte sich der Verein in SG 07 Untertürkheim um. Zugleich schlossen sich die Vereine Kraftsportverein Untertürkheim, Turnerbund Untertürkheim, Sieben Schwaben Untertürkheim sowie die seit 1933 als Arbeitersportverein verbotene Freie Turnerschaft Untertürkheim der SG 07 an. Nach dem Zweiten Weltkrieg spielte die SG in der Landesliga Württemberg, der zweithöchsten Spielklasse nach der Oberliga Süd. 1947 wurde die Vizemeisterschaft errungen. 1949 gelang dies erneut. Das Entscheidungsspiel gegen den punktgleichen FV Zuffenhausen verlor die SG zwar mit 1:3. Dennoch nahmen die Untertürkheimer an der Aufstiegsrunde zur Oberliga Süd teil. Diese schlossen sie hinter dem SSV Jahn Regensburg, KSV Hessen Kassel sowie dem VfL Neckarau jedoch ohne Punktgewinn chancenlos auf dem letzten Platz ab. Im folgenden Jahr gelang der SG 07 dagegen erst im Relegationsspiel gegen die TSG Öhringen mit einem 3:1 der Klassenerhalt.
Wegen der Neueinteilung der Spielklassen zur Saison 1950/51 wurde die zweitklassige Landesliga jedoch zur drittklassigen 1. Amateurliga Württemberg. Dieser gehörte die SG Untertürkheim bis 1958, als man als Tabellenletzter abstieg, an.
Nach dem Abstieg 2011 aus der siebtklassigen Bezirksliga Stuttgart spielte man in der Kreisliga A. 2014 gelang die Rückkehr in die Bezirksliga, 2015 musste man wieder in die Kreisliga absteigen.

## Stadion
Seit 1957 nutzen die Untertürkheimer ihre Sportanlage im Bruckwiesenweg.